# ميرا موراتي
ميرا موراتي (بالانجليزية: Mira Murati)، التي ولدت عام 1988 في فلورا، ألبانيا، هي مهندسة تعيش حاليًا في الولايات المتحدة. تشغل منصب رئيسة قسم التكنولوجيا في OpenAI، الشركة المطورة لـ ChatGPT وبرنامج Dall-E. يُعد ChatGPT روبوت محادثة ذكاء اصطناعي وتعد موراتي العقل المدبر وراء تطوير هذا التطبيق، في حين يُستخدم برنامج Dall-E لإنشاء صور بناءً على الأوصاف النصية. تدعم موراتي ضرورة تنظيم أفضل للذكاء الاصطناعي من قِبَل الحكومات.

## حياتها الشخصية والمهنية
موراتي ولدت في ألبانيا وكانت من الشخصيات الرئيسية في فريق التطوير في تيسلا، حيث قادت جهود تطوير الطراز X الشهير للسيارات الكهربائية. بدأت مشاركتها مع OpenAI في عام 2018، كما يوضح حسابها على منصة LinkedIn. اكتسبت موراتي اهتمامًا بالذكاء الاصطناعي في عام 2013 عندما انضمت إلى فريق تيسلا، حيث كانت الشركة تُطلق إصدارات مبكرة من برنامج القيادة الآلية Autopilot، وهو برنامج يستخدم الذكاء الاصطناعي لمساعدة السائقين. في عام 2016، انتقلت موراتي إلى شركة Leap Motion للعمل على نظام الواقع المعزز الخاص بالشركة، الذي يهدف إلى استبدال لوحات المفاتيح. وقد تولت منصب نائبة الرئيس للمنتجات والهندسة في ذلك الوقت.

## دعم القوانين المنظمة
تعتبر موراتي أيضًا من المدافعين الرئيسيين عن توفير الذكاء الاصطناعي للجمهور بشكل عام. وقد صرحت موراتي بأن بناء الذكاء الاصطناعي العام (AGI) داخل حدود المختبر يمكن أن يسبب صدمة اجتماعية أكبر عند ظهوره. وفيما يتعلق بوضع قوانين تنظيمية لتطوير واستخدام الذكاء الاصطناعي، فهي تدعم ذلك بشدة. يجدر بالذكر أنه في غضون شهرين فقط من إطلاقه، بلغ عدد مستخدمي "شات جي بي تي" 100 مليون مستخدم نشط شهريًا، وفقًا لتقديرات شركة التحليلات "لايك ويب".